# Луг (розчин)
Луг (від прасл. *lugъ, *luga, що вважається запозиченням з германських мов; пор. нім. Lauge) — водний настій деревного попелу, який колись широко уживався замість мила для прання, миття тощо. Розбавлений водою луг для миття голови називався ми́тель, для зоління білизни — ту́злу́к.
Головною складовою лугу є поташ, чи карбонат калію K2CO3, почасти їдке калі КОН, яке утворюється внаслідок дії вапна з попелу на K2CO3 та інші солі.
Луг приготовляють з попелу листвяних дерев, краще берези. Засипавши золу у відро приблизно на третину, її заливають дуже гарячою водою і залишають настоюватися три дні. За цей час завислі частки попелу осядуть на дно, а зверху збереться милка речовина — луг. Він є сильно концентрованим, тому для миття волосся його розбавляють водою в пропорції 1:20, для прання — 1:10. Інший спосіб полягає в кип'ятінні протягом 3 годин водного розчину попелу.